# Joan Monegal i Castells
Joan Monegal i Castells   (Manresa, 14 de maig de 1933 - Sabadell, 7 de maig de 1981) fou un pintor català del segle xx.
Va estar casat amb Rosa Blasi i Solsona i va tenir dos fills, Joan Monegal i Blasi, advocat andorrà i Marc Monegal i Blasi, arquitecte andorrà.
La seva formació es va iniciar a l'Acadèmia Miralles de Manresa. Va estar sota tutela dels pintors Joan Vilatobà i Fígols, Màrius Vilatobà Ros i Antoni Vila i Arrufat. Més tard va entrar a l'Escola de Belles Arts de Sant Jordi de Barcelona on va assolir el seu primer premi de dibuix. Va ser en aquesta darrera escola on va coincidir i va fer una forta amistat, dels anys 1955 – 1960, amb al després important escultor panameny Carlos Arboleda. Més tard, a l'any 1961 es traslada a viure a La Massana amb la seva família i el 1974 ja a Andorra la Vella. Va morir jove, el 7 de maig de 1981, amb només 47 anys.
L'any 2020, el Ministeri de Cultura d'Andorra va inaugurar l'exposició virtual ‘Joan Monegal. La sala d'exposicions Artalroc tenia previst acollir la inauguració de l'exposició però a causa de la pandèmia per coronavirus de 2019-2020, el govern va decidir de presentar els quadres de manera virtual.
La seva pintura es va caracteritzar per les emocions i passions. Sempre hi havia una serenor i equilibri que mostrava una contenció fruit i resultat de la doma de les emocions i l'accés a l'espiritualitat assossegada.
«el concepte de creativitat és essencial per a mi… la meva obra vol expressar l'exploració de les dimensions i els canvis de l'esperit humà i això explicat en un llenguatge propi meu, fet de transferències, de colors i de ratlles i de juxtaposicions … La meva pintura la definiria com una revalorització de la figuració. La composició representa actituds simbòliques … La meva pintura podria arribar fins a l'abstracció, desmembrant el tema a força de vels … no en faig servir més de tres o quatre, perquè correria el risc d'arribar al no res …»
El Centre de la cultura catalana el va recordar a través de la seva pintura.